# Cumințenia pământului
Cumințenia pământului este o sculptură realizată în 1907 de Constantin Brâncuși, clasată în categoria „Tezaur” a Patrimoniului cultural național. Sculptura prezintă o femeie concentrată asupra ei înseși sugerând o filosofie a lui  Brâncuși anterioară creștinismului.
A fost expusă inițial în 1910 la Muzeul Național de Artă al României, stârnind reacții contradictorii, dar în cele din urmă a fost acceptată.

## Descriere și simbolistică
Statuia este realizată din calcar crinoidal prin tehnica cioplirii și are următoarele dimensiuni: înălțimea de 56,5 cm, lățimea de 26,1 cm și 16,7 cm lungime.
Lucrarea reprezintă o mică făptură, dezbrăcată care stă așezată cu genunchii strânși și cu brațele împreunate sub sâni. Liniile spatelui, ale șezutului și picioarelor au o dulceață aparte a neștiinței de sine. Privirea este dulce dar inexpresivă, pierdută în același timp, prin urmare, are, în plinătatea aceasta de societate haotică, ceva inexprimabil. Figura nu are nimic sofisticat: o frunte înaltă și o gură schițată parcă în grabă, făcută pentru a tăcea. Detaliile sculpturale sunt vagi,chipul este abia schițat. Dialogul statuii cu exteriorul nu explică drama venirii ei pe lume. Din atitudinea statuii se degajă un sentiment de atașament față de pământul mamă.
Petru Comarnescu consideră că Gânditorul de la Hamangia este o „precumințenie” a pământului. Nepunându-se încă de acord asupra sursei de inspirație a acestei lucrări, criticii i-au atribuit nenumărate simboluri, însă sculputura a fost interpretată de cele mai multe ori drept o zeitate stranie, venită din mitologia românească.

## Proprietari
De-a lungul existenței, opera a avut doi proprietari: inginerul Gheorghe Romașcu, un bun prieten al lui Brâncuși, care i-a vândut în 1910 statuia, cu ajutorul lui Gheorghe Petrașcu, pentru suma de 1.500 lei. În perioada comunistă, statul român a luat în 1957 în mod abuziv „Cumințenia Pământului", pe care a expus-o timp de 50 de ani la Muzeul Național de Artă al României. În 2012, în urma unui proces lung, opera a fost retrocedată moștenitorilor lui Romașcu.
În 2014, „Cumințenia Pământului" a fost prezentată în cadrul expoziției private dedicate avangardei românești „Showcasing Romanian Avant-garde Art, from Private Collections, on exclusive display", organizată de către Artmark la București, cu prilejul vizitei a aproximativ 20 de importanți colecționari din Marea Britanie, Franța, Rusia, Norvegia, Germania.

## Intenția de achiziționare de către statul român

### Oferta
Sculptura era evaluată la cca. 20 milioane de euro în 2014. Opera face parte dintr-o colecție bucureșteană privată, dar a fost scoasă la vânzare, Ministerul Culturii fiind invitat să își exercite dreptul de preemțiune. După prima rundă de negocieri, Ministrul Culturii, Kelemen Hunor, nu a înaintat nicio ofertă. Există încă 6 cumpărători dispuși să achiziționeze sculptura dacă guvernul român decide să nu o cumpere.

### Campania „Brâncuși e al meu”
Guvernul României și Ministerul Culturii au lansat oficial în luna mai a anului 2016 campania  "Brâncuși e al meu", campanie de susținere a subscripției naționale pentru achiziția operei lui Constantin Brâncuși "Cumințenia Pământului". Campania desfășurată până la data de 30 septembrie 2016 a pus la dispoziție un site dedicat brancusiealmeu.ro si a avut ca scop atragerea contribuțiilor românilor interesați de recuperarea patrimoniului național, achiziția operei realizându-se printr-un efort conjugat al statului român și al cetățenilor: suma de 5 milioane de euro alocată de guvern și o sumă de 6 milioane de euro necesară a fi colectată cu ajutorul contribuțiilor voluntare ale persoanelor private și juridice. Până la încheierea campaniei, în data de 30 septembrie, suma totală strânsă din donații a fost în valoare de 1.273.668 euro.

## Vezi și
- Lista sculpturilor lui Constantin Brâncuși